# Афрін
Афрін (араб. عفرين, курд. Efrîn) — місто на північному заході Сирії, у провінції Алеппо. Через місто протікає однойменна річка. Афрін розташований на відстані близько 38 км на північний захід від Алеппо та на відстані 332 км на північ від Дамаска. Найближчий аеропорт розташований в місті Аазаз.

## Історія
В період римського господарювання в регіоні, через місто була прокладена дорога. Під час османського панування над Сирією в Афріні розташовувався постоялий двір.
У 1922 місто перейшло під контроль Франції, а у 1946 — стало частиною незалежної Сирії.
Влітку 2012, Сирійська Арабська Армія покинула місто. Незабаром, контроль над містом взяли на себе сформовані переважно з сирійських курдів Загони народної оборони.
В березні 2018 місто окупували турецькі війська в ході операції «Оливкова гілка».